# Bahnhof Hokunō
Der Bahnhof Hokunō (jap. 北濃駅, Hokunō-eki) ist ein Bahnhof auf der japanischen Insel Honshū. Er wird von der Bahngesellschaft Nagaragawa Tetsudō betrieben und befindet sich in der Präfektur Gifu auf dem Gebiet der Stadt Gujō.

## Verbindungen
Hokunō ist die nördliche Endstation der Etsumi-nan-Linie, die durch das Tal des Nagara führt und von der Bahngesellschaft Nagaragawa Tetsudō betrieben wird. Aufgrund seiner Lage in einem dünn besiedelten Bergtal inmitten des Ryōhaku-Gebirges wird der Bahnhof von relativ wenigen Zügen bedient. Täglich fahren sieben Nahverkehrszüge über Gunjō-Hachiman und Seki nach Mino-Ōta, wo Anschluss an die Takayama-Hauptlinie besteht. Die Bushaltestelle auf dem Bahnhofsvorplatz wird von einer lokalen Buslinie bedient.

## Anlage
Der Bahnhof steht im Dorf Hokunō, das sich entlang dem westlichen Ufer des Nagara erstreckt. Die ebenerdige Anlage ist von Süden nach Norden ausgerichtet und umfasst zwei Gleise an einem nicht überdachten Mittelbahnsteig. Eines der Gleise reicht noch etwa hundert Meter weiter und endet an einem Prellbock, weshalb es sich hier von der Funktion her um einen Durchgangsbahnhof handelt. Östlich des Bahnsteigs steht ein hölzernes Empfangsgebäude, das traditionellen Baustilen nachempfunden ist. Es ist nicht mit Bahnpersonal besetzt, enthält aber ein Restaurant.
An der Westseite befindet sich eine Drehscheibe, die bis in die 1960er Jahre in Betrieb war. 1902 von der American Bridge Company erbaut, befand sie sich ursprünglich im Bahnhof Gifu, bis sie 1934 hierher verlegt wurde. Es handelt sich um die älteste erhalten gebliebene Drehscheibe Japans und ist ein registriertes materielles Kulturgut.

## Bilder

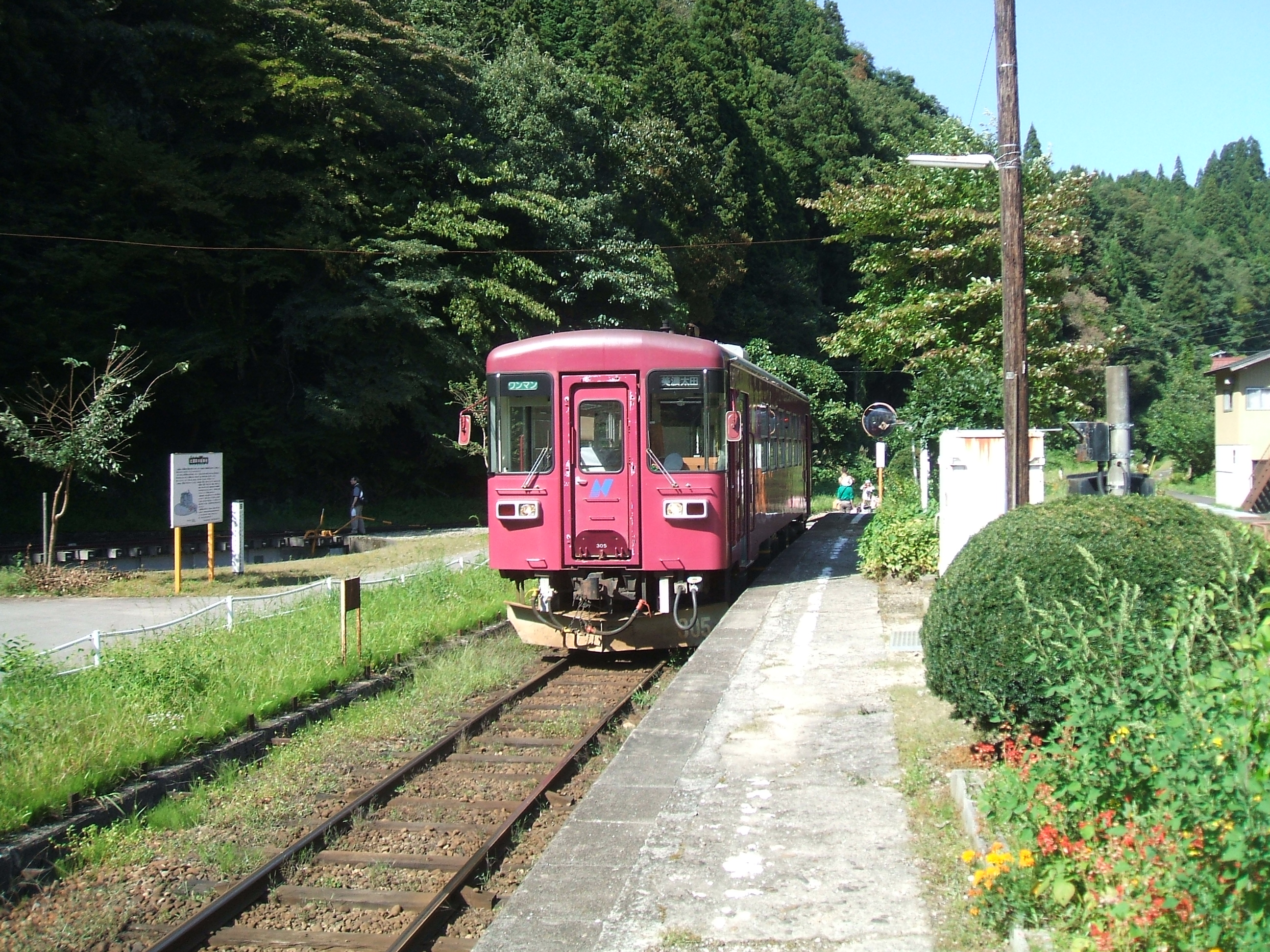
Dieseltriebwagen der Baureihe Nagara 300
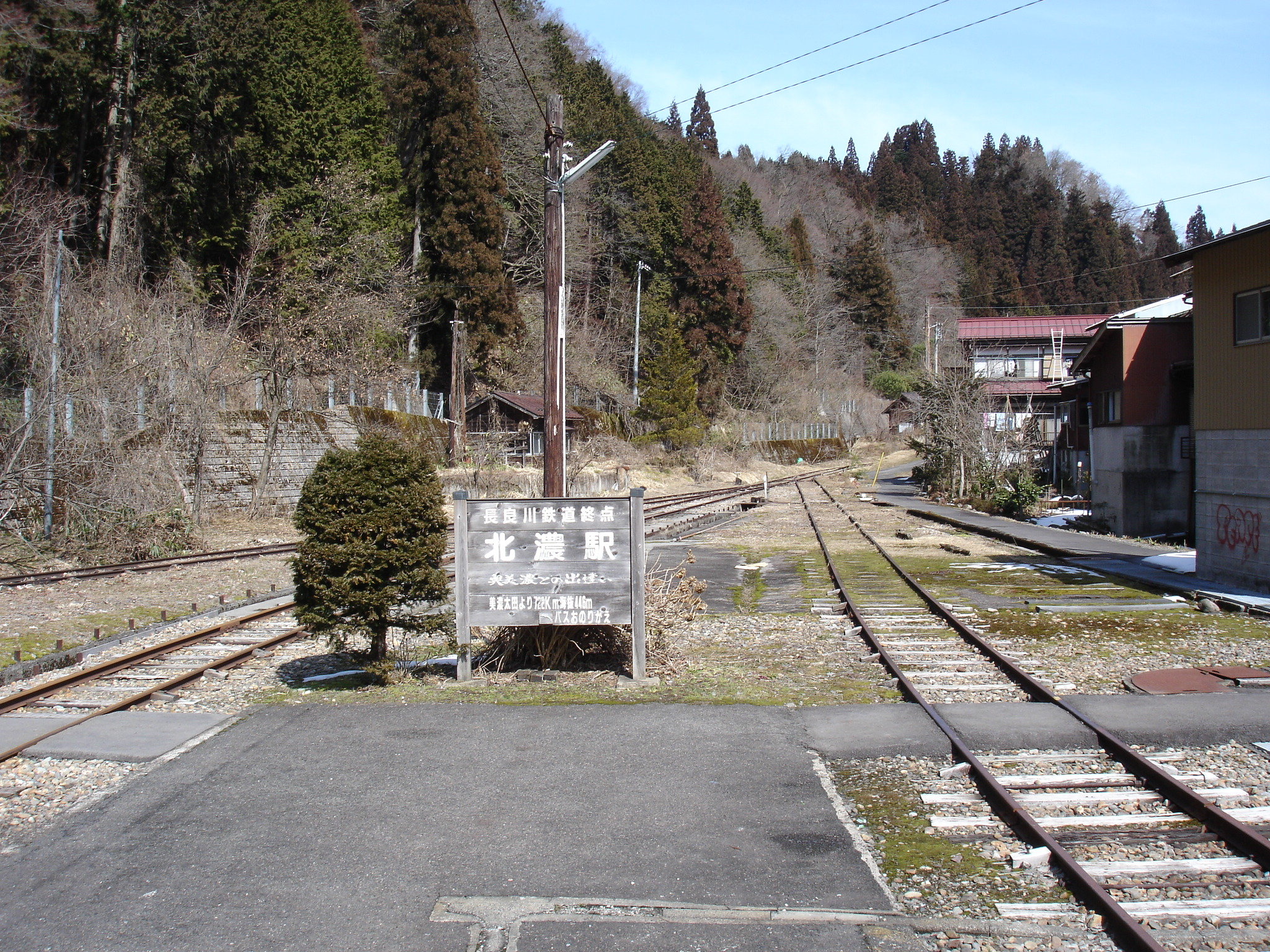
Ansicht in Richtung Süden
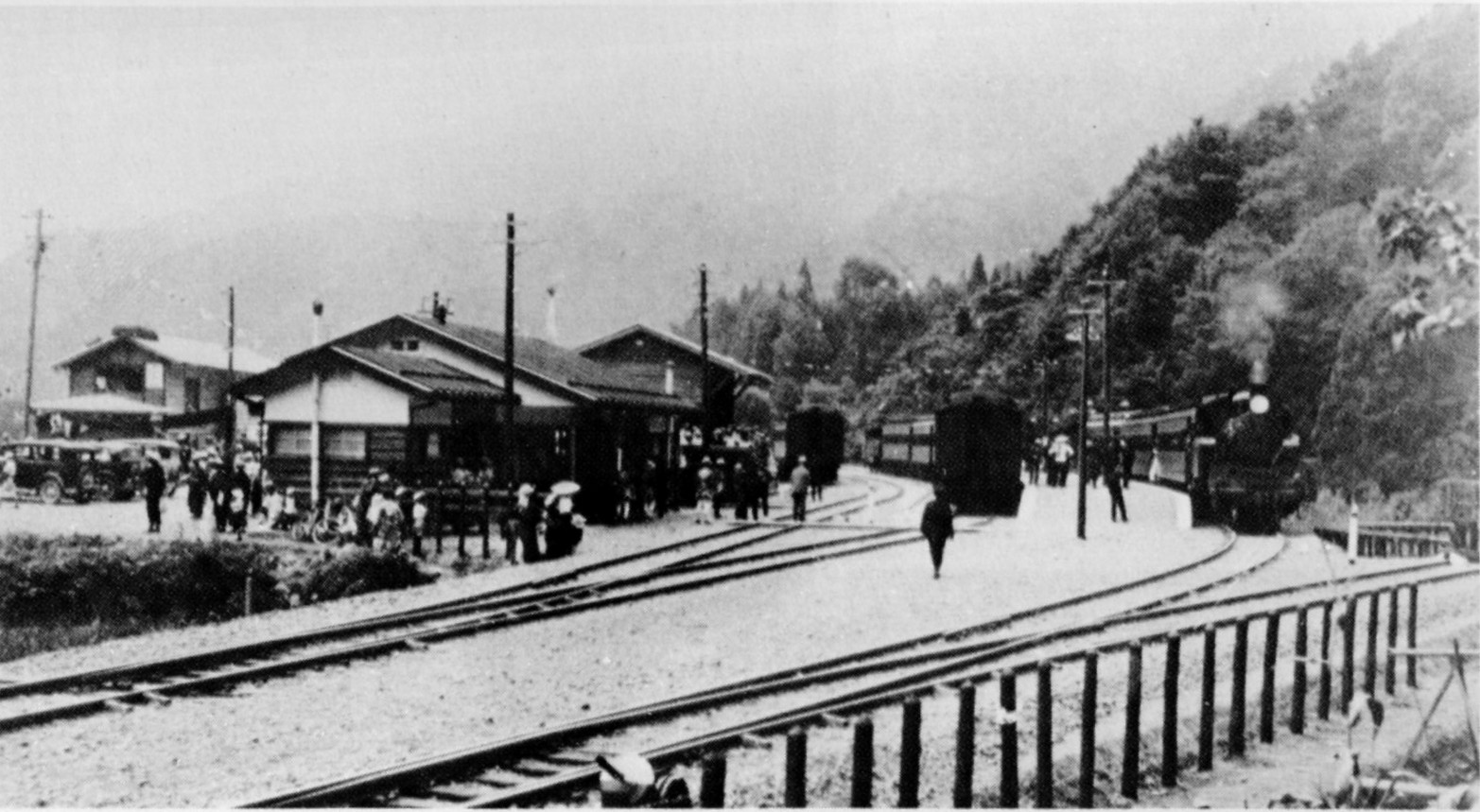
Eröffnung des Bahnhofs (1934)
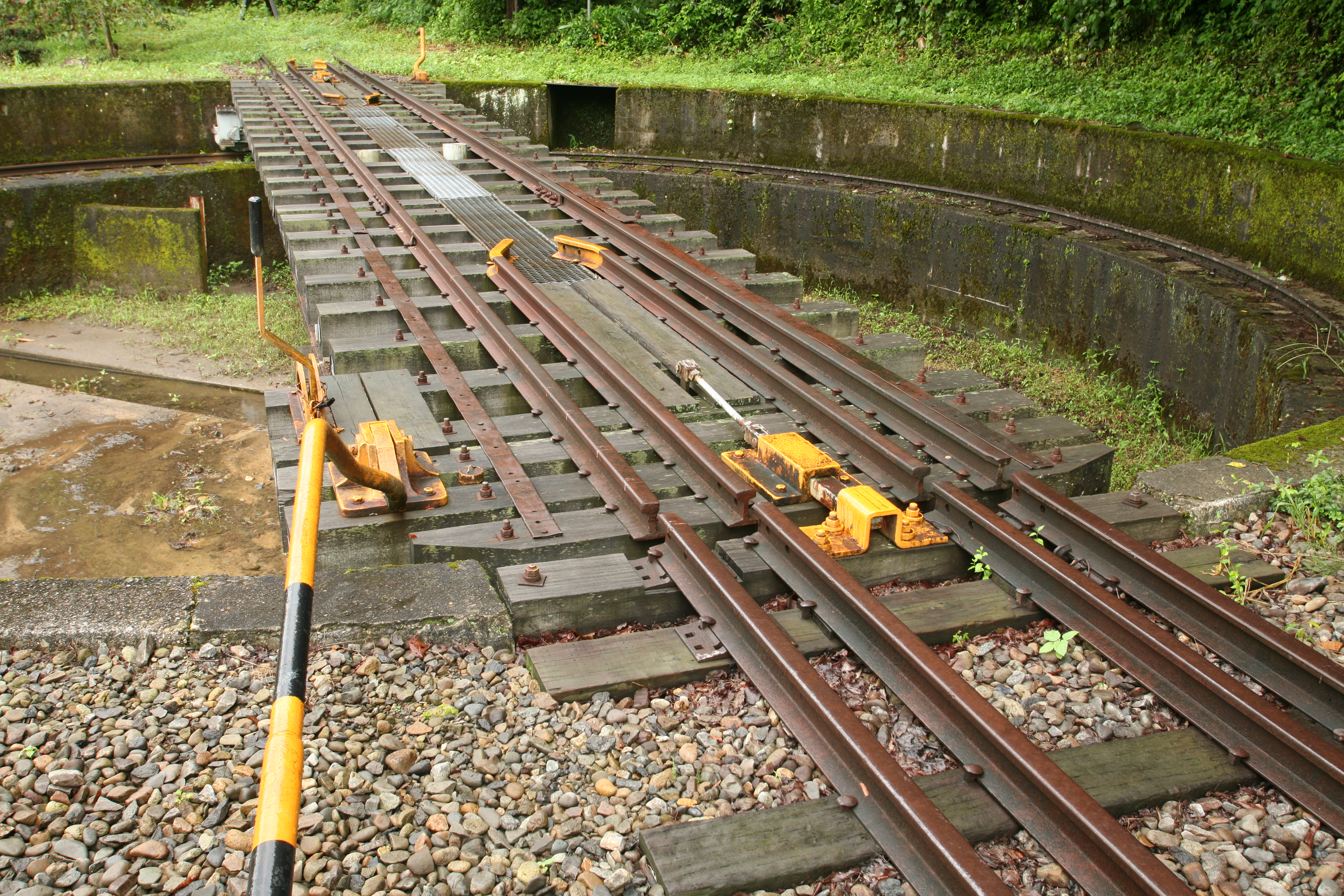
Drehscheibe
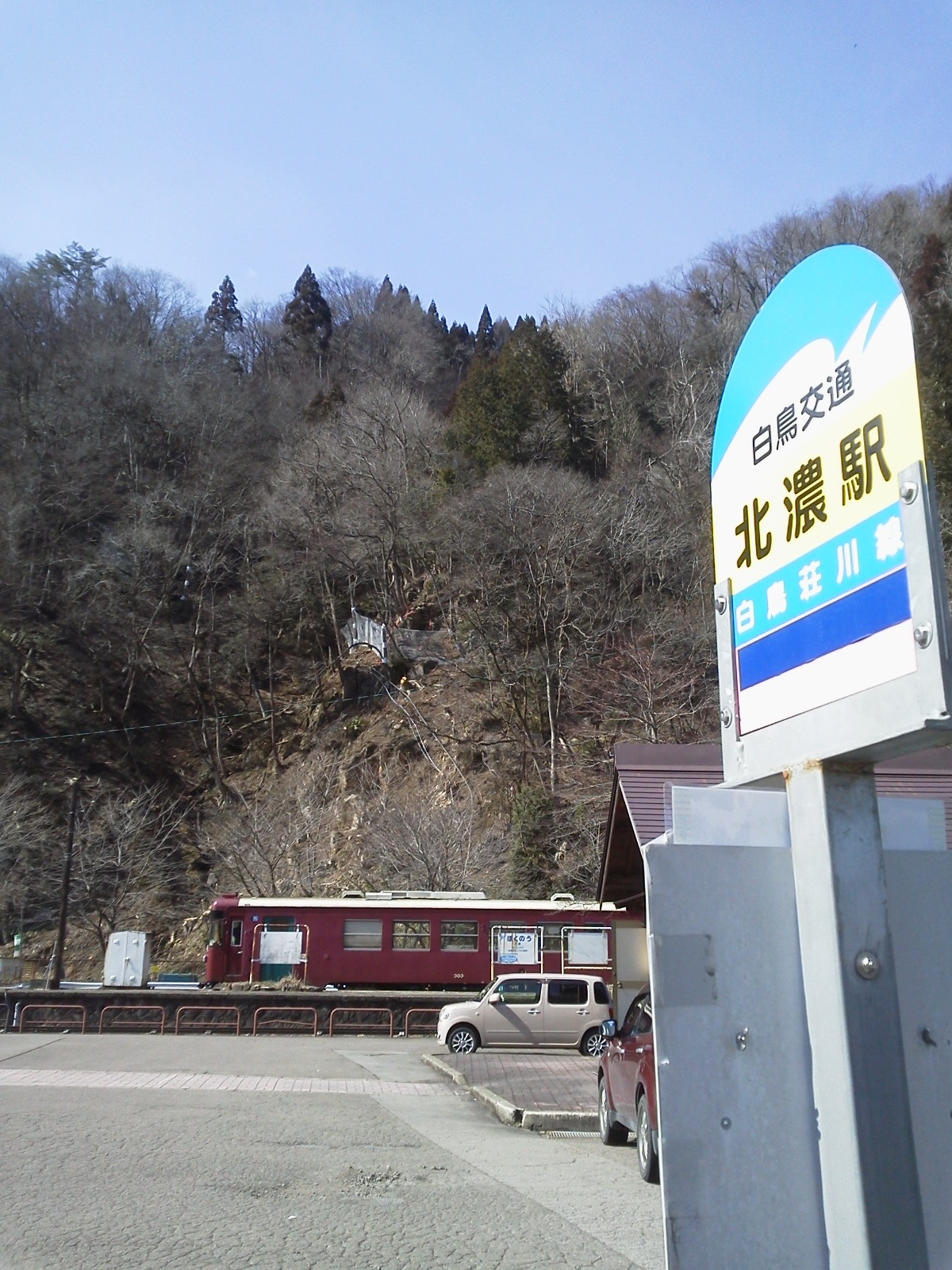
Bushaltestelle

## Geschichte
Das Eisenbahnministerium eröffnete den Bahnhof am 16. August 1934, zusammen mit dem von Mino-Shirotori bis hierhin führenden Abschnitt der Etsumi-nan-Linie. Von 1957 bis 1963 entstanden am Oberlauf des Shō zuerst die Miboro-Talsperre und anschließend die Oshirakawa-Talsperre. Während dieser Zeit war der Bahnhof Hokunō aufgrund seiner Nähe zu den Baustellen und der relativ guten Erreichbarkeit im ansonsten schwer zugänglichen Berggebiet ein wichtiger Umschlagplatz für die Anlieferung von Baumaterialien, weshalb er 1958 eine zusätzliche Verladerampe erhielt. Aus Rationalisierungsgründen stellte die Japanische Staatsbahn am 1. Oktober 1974 den Güterumschlag ein.
In den 1970er Jahren plante die Japanische Staatsbahn, die Etsumi-nan-Linie mit der in Kuzuryūko endenden Etsumi-hoku-Linie zu verbinden. Auf diese Weise wäre eine durchgehende Strecke von 148,6 km Länge nach Fukui an der Nordküste Honshūs entstanden. Wegen absehbarer hoher Baukosten für Tunnel und der sich verschlechternden Finanzlage wurden die fehlenden 26 Kilometer jedoch nie gebaut. Am 11. Dezember 1986 übertrug die Staatsbahn die gesamte Etsumi-nan-Linie an die neu gegründete Bahngesellschaft Nagaragawa Tetsudō.